# M51 (Машрік)
M51 — другорядний маршрут із півночі на південь у міжнародній мережі доріг Арабського Машріку, що проходить через східне узбережжя Середземного моря. Дорога починається на турецькому кордоні в Касабі, а потім пролягає через Латакію, Тартус, Триполі та Бейрут до Ен-Накура, поблизу закритого ізраїльського кордону. Дорога пролягає через дві країни, а саме Сирію та Ліван.

## Номери національних доріг
M51 пролягає з півночі на південь наступними національними номерами доріг:
Жирний текст
| Номер | Маршрут             |
| Сирія | Сирія               |
| ----- | ------------------- |
| 1     | Туреччина — Латакія |
| M1    | Латакія — Тартус    |
| 2     | Тартус — Ліван      |
| Ліван |                     |
| ?     | Сирія — Накура      |